# Dichocysta
Dichocysta is een geslacht van wantsen uit de familie van de Tingidae (Netwantsen). Het geslacht werd voor het eerst wetenschappelijk beschreven door Champion in 1898.

## Soorten
Het genus is monotypisch en bevat alleen de volgende soort:

- Dichocysta pictipes Champion, 1898